# Gwen Guthrie
Gwen Guthrie (Okemah, 9 juli 1950 - Orange, 4 februari 1999) was een Amerikaanse singer-songwriter en pianiste.

## Biografie
Gwen Guthrie groeide op in Newark. Op 8-jarige leeftijd leerde ze van haar vader het pianospel en in de school hield ze zich bezig met klassieke muziek. Later zong ze voor haar plezier op straatfeesten en partijen. Begin jaren 1970 was ze lid van de zanggroepen The Ebonettes en The Matchmakers. Na haar opleiding werkte ze als basisschool-onderwijzeres.
In 1974 solliciteerde Guthrie als studiozangeres voor Aretha Franklin, bij wiens hit ze naast Cissy Houston een zieke zangeres verving. Ook voor Roberta Flack zong ze bij opnamen. Een jaar later componeerde Guthrie het nummer Supernatural Thing, die een top 10-hit werd voor Ben E. King. Verdere songs schreef ze voor The Pointer Sisters en Isaac Hayes.
De eerste soloplaat, die eind jaren 1970 ontstond voor Columbia Records, kwam nooit in de verkoop. Derhalve vertrok ze naar Jamaica, waar ze een jaar bleef. Terug naar de Verenigde Staten kreeg ze een contract bij Chris Blackwell van Island Records. In 1982 werd het eerste officiële album Gwen Guthrie uitgebracht, wiens muzikaal spectrum r&b, reggae en dancemuziek omvatte. Haar grootste succes vierde ze in 1986 met de wereldwijde hit Ain't Nothin' Goin On but the Rent. De plaat was populair onder vroege house-dj's en had invloed in de ontwikkeling van die muziekstroming. 
Tot 1988 had ze enkele verder kleine hits in het Verenigd Koninkrijk. Tijdens de jaren 1990 werkte ze voornamelijk als arrangeur en producente.

## Overlijden
Gwen Guthrie overleed in februari 1999 op 48-jarige leeftijd aan de gevolgen van baarmoederkanker. Ze werd bijgezet op het Fairmount Cemetery in Newark. In hetzelfde jaar verscheen de compilatie Ultimate Collection.

## Discografie

### Singles
- 1970:	Good to Go Lover (met Boris Gardiner)
- 1981: Nothing But Love (Peter Tosh met Gwen Guthrie)
- 1982: For You (With a Melody Too) (Remix) / Peek a Boo (Remix)
- 1982: Peek-a-Boo
- 1982:	It Should Have Been You
- 1983: Hopscotch
- 1983:	Peanut Butter
- 1984:	Love in Moderation
- 1985: Padlock (ep) (feat. Sly Dunbar, Robbie Shakespeare, Wally Badarou, Darryl Thompson
- 1985: Peanut Butter (remix: Larry Levan)
- 1985:	Just for You
- 1986: (They Long to Be) Close to You
- 1986: Outside in the Rain
- 1986: Seventh Heaven
- 1986:	Ain't Nothin' Goin' On but the Rent
- 1987: Ticket to Ride
- 1988: Family Affair
- 1988: Rockin’ Chair
- 1988:	Can't Love You Tonight
- 1990: Say It Isn’t So
- 1990:	Miss My Love
- 1991:	Sweet Bitter Love
- 1992: Eyes (You Never Really Cared)
- 1992: This Christmas Eve
- 1993:	Ain't Nothin' Goin' On but the Rent (remix: Nigel Wright)

### Albums
- 1982:	Gwen Guthrie
- 1983: Portrait
- 1985:	Just for You
- 1985: Padlock
- 1986: Good to Go Lover
- 1988: Lifeline
- 1990: Hot Times

### Compilaties
- 1987: Ticket to Ride
- 1999: Ultimate Collection

- Biblioteca Nacional de España: XX1742809
- Bibliothèque nationale de France: cb13933554s (data)
- Gemeinsame Normdatei: 13439402X
- International Standard Name Identifier: 0000 0000 5942 0182
- Library of Congress Control Number: n92020046
- MusicBrainz: 0116ef38-f596-440c-a911-8265c2122ab5
- Istituto Centrale per il Catalogo Unico: DDSV019092
- Virtual International Authority File: 22331223
- WorldCat: E39PBJjdbhXFdTmyf9X8v4HQv3